# Лансиум
Ла́нсиум (лат. Lansium) — олиготипный род двудольных цветковых растений, включённый в семейство Мелиевые (Meliaceae).

## Ботаническое описание
Представители рода — двудомные или однодомные деревья, покрытые простым опушением. Листья пальчато-рассечённые, листочки супротивные или очерёдные, последний из них расположен почти перпендикулярно остальным.
Цветки однополые (более мелкие) или обоеполые (крупнее мужских), собранные в колосовидные, кистевидные или метёлковидные соцветия. Чашечка пятираздельная, чашелистики нахлёстывающиеся друг на друга. Венчик состоит из пяти свободных друг от друга лепестков, приросгих к тычиночной трубке. Тычинки сросшиеся в бокаловидную или шаровидную тычиночную трубку с (8)10 пыльниками. Завязь 3—5-гнёздная, в каждом гнезде по 1 семязачатку.
Плод — 1—5-семянная ягода, в каждом отделе по 1—2 семени. Семена с развитым ариллусом.
Число хромосом 2n = 144.

## Ареал
Два вида распространены только на островах Малезии. Родина типового вида, часто выращиваемого как плодовое дерево, точно не установлена, это может быть также Малезия или же южный Таиланд.

## Таксономия
|  |                                      |  |                                                         |                                                         |                    |  | ещё 8 семейств (согласно Системе APG III) |              |              |        |
|  |                                      |  |                                                         |                                                         |                    |  |                                           |              |              | 3 вида |
|  |                                      |  |                                                         | порядок Сапиндоцветные                                  |                    |  |                                           |              | род Лансиум  |        |
|  |                                      |  |                                                         | порядок Сапиндоцветные                                  |                    |  |                                           |              | род Лансиум  |        |
|  | отдел Цветковые, или Покрытосеменные |  |                                                         |                                                         | семейство Мелиевые |  |                                           |              |              |        |
|  | отдел Цветковые, или Покрытосеменные |  |                                                         |                                                         |                    |  |                                           |              |              |        |
|  |                                      |  | ещё 58 порядков цветковых растений (по Системе APG III) | ещё 58 порядков цветковых растений (по Системе APG III) |                    |  |                                           | ещё 45 родов | ещё 45 родов |        |
|  |                                      |  |                                                         | ещё 58 порядков цветковых растений (по Системе APG III) |                    |  |                                           |              | ещё 45 родов |        |

### Синонимы
- Aglaia sect. Lansium (Corrêa) Kosterm., 1966
- Lachanodendron Reinw. ex Blume, 1823, nom. nud.

### Виды
- Lansium breviracemosum Kosterm., 1965
- Lansium membranaceum (Kosterm.) Mabb., 1985
- Lansium parasiticum (Osbeck) K.C.Sahni & Bennet, 1974 — Лансиум домашний